# 精巣腫瘍
精巣腫瘍（せいそうしゅよう、英語: Testicular cancer）とは、精巣に発生する腫瘍で、睾丸（こうがん）腫瘍とも呼ばれる。精巣では、多種多様の細胞が盛んに細胞分裂を行うが、それに伴い多種類の腫瘍も発生、存在する。腫瘍における良性と悪性の発生比率では、9割以上が悪性だとされる。
なお、本項において特定の明記が無い限り、精巣がんについて記する。

## 概論
精巣には精子をつくる精母細胞や男性ホルモンを産生するライデイヒ細胞があるが、精巣腫瘍の大部分は精母細胞から発生する。精母細胞は自己の細胞と異なる細胞や組織になる能力（多分化能）を有するため、数種の組織型を示す。精巣腫瘍の主な組織型にはセミノーマ（精上皮腫）、胎児性癌、絨毛癌、卵黄嚢腫、奇形腫がある。このうち、セミノーマのみで構成される場合をセミノーマ、その他の組織型及びセミノーマとその他の組織型で構成される場合を非セミノーマとして分類されている。セミノーマは非セミノーマに比べて相対的に放射線治療及び抗がん剤が効きやすいため、この分類は、治療方針を決定する際に重要である。
非常に進行が早く転移をし易い（転移は絨毛癌を除き血行性転移を来し難くリンパ節転移である）癌であるが、転移を来していてもプラチナ製剤（主にシスプラチン）を中心とする抗がん剤治療により高い確率で根治が期待できる癌である。

## 疫学
精巣腫瘍の発生率に関しては、国や地域・人種により差が大きく、北欧やスイスが最も高く、米国、英国が中程度、日本を含むアジアとアフリカは最も低く、人種別では白人に多く黒人に少ない。2008年のアメリカにおける精巣腫瘍新規被診断者は8,090人であり、死亡者は380人と推定されている。2006年の日本における死者数は91人であり、発生率は100万人中10人から15人と少ないが、増加傾向にある。20歳から30歳の比較的若い年齢において好発する。15歳から35歳では男性の癌でもっとも多い。
危険因子としては停留精巣、精巣腫瘍既住歴、エストロゲン暴露などが指摘されているが大部分は原因不明である。精巣腫瘍患者の7%から10%が停留精巣歴がある。また、精巣腫瘍既住歴がある場合、25年以内の残存精巣の精巣腫瘍発生率はおよそ約2%から5%であり、非セミノーマ患者よりもセミノーマ患者の方が発生率が高い。また、セミノーマI期においてカルボプラチンによる予防的治療を行った患者は放射線治療による予防的治療を行った患者よりも残存精巣に対する新規精巣腫瘍発生率が低くなることが近年指摘されている。

## 診断
健康なヒトの精巣の大きさは個人差が大きいものの一般には4cmから5cmであり、硬度は耳たぶ程度といわれている。精巣腫瘍が発生すると徐々に肥大化し場合によってはこぶし大になる。また硬化し「石」あるいは「柿の種」のような硬さになる。発熱や痛みは伴わないのが通例であるが、若干の痛みを伴う場合もある。激しい痛みや発熱を伴う場合は精巣上体炎などの他の病気である可能性が高い。進行が進むと後腹膜リンパ節や肺に転移し、腰痛や喀血を伴う。
非常に進行の早いがんであるので精巣の腫れやしこりに気づいた場合、すぐに泌尿器科にかかることが必要である。熟練した医師ならば触診と超音波検査・血液検査によって容易に精巣腫瘍の診断を行うことができる。上述したとおり、非常に進行が早いがんであることおよび針による生検は転移の危険性があるため、精巣腫瘍が疑われる場合、ただちに精巣を摘出し確定診断を行う。

## 病期
病期の判定は、高位精巣摘除術により精巣腫瘍が疑われる精巣を摘出したのちに病理検査を経てTNM分類により判定する。高位精巣摘除術とは、陰嚢ではなく鼠径部において開腹し、精巣を摘出する手術である。鼠径部において摘出する理由の1つは、精巣におけるがん細胞は精巣とつながるリンパ管を含む精索を徐々に上方向に浸潤するため、精巣のみならず精索を含めて摘出するためである。精巣摘出後の治療方針は病期及び組織型により異なる。

### TNM分類
- T（原発腫瘍）
  - pTX：原発腫瘍が評価できない。
  - pT0：原発腫瘍を認めない。
  - pTis：精細管内胚細胞腫瘍である。
  - pT1：リンパ管/脈管侵襲を伴わない精巣および精巣上体に限局する腫瘍；腫瘍は精巣上体白膜に浸潤するが、鞘膜に浸潤しない。
  - pT2：リンパ管/脈管侵襲を伴う精巣および精巣上体に限局する腫瘍、または精巣上体白膜をこえて進展し鞘膜に浸潤する腫瘍。
  - pT3：脈管/リンパ管侵襲の有無にかかわらず、精索に浸潤する腫瘍。
  - pT4：脈管/リンパ管侵襲の有無にかかわらず、陰嚢壁に浸潤する腫瘍。
- N（所属リンパ節転移）
  - NX：所属リンパ節の評価ができない。
  - N0：所属リンパ節に転移を認めない。
  - N1：最大径2cm以下の所属リンパ節腫瘤1つに転移を認める、または、最大径2cm以下の多発性転移を認める。
  - N2：最大径が2cmを超えるが5cmは超えない所属リンパ節腫瘤1つに転移を認める、または、最大径5cm未満の多発性転移を認める。
  - N3：最大径5cm以上の所属リンパ節腫瘤に転移を認める。
- M（遠隔転移）
  - MX：遠隔転移の評価ができない。
  - M0：遠隔転移を認めない。
  - M1：遠隔転移あり。
    - M1a：所属リンパ節以外のリンパ節及び肺転移。
    - M1b：リンパ節及び肺以外の遠隔転移。

### 病期
- I期：転移を認めない。
  - I A期：精巣および精巣上体に限局する腫瘍 (pT1、N0、M0)。
  - I B期：精巣および精巣上体を超えて腫瘍が浸潤している (pTbn 2-4、N0、M0)。
- II期：リンパ節転移があり横隔膜より下に留まる。
  - II A期：転移病巣が5cm未満である（全てのpT、N1-2、M0）。
  - II B期：転移病巣が5cm以上である（全てのpT、N3、M0)。
- III期：横隔膜より下のリンパ節以外にも転移がある。
  - II A期：横隔膜より上のリンパ節に転移がある。
  - III B期：肺に転移している。
  - III C期：肝臓・脳・骨など他の臓器に転移している。

### 組織型
セミノーマ
精巣腫瘍ではもっとも多い組織型であり50%以上を占める。セミノーマと非セミノーマが混在する場合は非セミノーマに分類されることに留意されたい。放射線感受性が高い。合胞体性巨細胞を伴う場合にはβ-hCGが上昇する。また、従来セミノーマの10%程度で上昇するとされていたが、近年の報告ではセミノーマの50%以上においてβ-hcgが上昇するとの報告がある。
典型セミノーマ
セミノーマ全体の80%から85%。
退形成性セミノーマ
セミノーマ全体の5%から10%。セミノーマ中ではもっとも高い浸潤率、転移率、高腫瘍マーカー率（β-hCG）を示す。ただし、典型セミノーマとの違いは核分裂像数が多いということのみであり、その判断には客観性にかけることや治療方針の違いがないことから、近年の取り扱い規約からは削除されている。
精母細胞性セミノーマ
セミノーマ全体の2%から12%。半数以上が50歳以上の発生である。転移能力はセミノーマ中で最も低く、非常に低い。予後良好。
非セミノーマ
胎児性癌
AFP及びβ-hCGが高率で陽性。しばしば奇形腫との混在を伴う。
卵黄嚢癌
AFPがマーカーとなる。
絨毛癌
全例においてβ-hCGが上昇しマーカーとなる。
奇形腫
良性と悪性がある。

## 治療
精巣腫瘍は癌腫の中でも高い確率で根治が期待できる癌である。たとえ、肺や脳などに多発転移をきたしている場合でも適切な抗がん剤治療により根治が期待できる。5年生存率については、さまざまなデータがあるが、I期の場合は95%から100%、II期の場合80%から95%、III期の場合でも70%から90%以上の5年生存率を達成している。これは、がん細胞は発生細胞の性格を受け継ぐものであり、精母細胞は元々熱に弱い細胞であるためそこから発生したがん細胞が転移した場合、体内の熱によって弱体化しているため、抗がん剤が効きやすいためではないかという仮説が提唱されている。

### I期

#### セミノーマ
精巣に病巣が留まるI期セミノーマでは、高位精巣摘除術後、経過観察が行われる場合が多い。ただし、この場合でもおよそ15%から20%の再発例が報告されており、再発部位は、(1)傍大動脈リンパ節、(2)骨盤部リンパ節、(3)鼠径リンパ節、(4)肺、の順に多く、再発例のうち20%は高位精巣摘除術後4年以上経過して発症するとの報告もあり長期の経過観察が必要とされている。再発リスクをあげる要因としては、(1)年齢、(2)腫瘍の大きさ、(3)精巣上体、白膜又は精索への浸潤、(4)pt2以上、(5)合胞性巨細胞の存在、(6)高いhcg-β、(7)脈管浸潤、(8)精巣網、への浸潤等の報告があり、精巣網への浸潤があり、かつ、腫瘍径4センチを超える場合には再発率は32%であり、どちらか一方に当てはまる場合には15%であり、いずれにも該当しない場合には12%との報告がある。そのため予防的治療が行われる場合がある。セミノーマにおける予防的治療としては、放射線治療が代表的であるが、近年抗がん剤であるカルボプラチン単回投与の有効性も指摘されている。いずれの選択をとるにせよ、再発率を5%以下にすることができる。

#### 非セミノーマ
経過観察又は予防的な抗がん剤投与あるいは後腹膜リンパ節郭清が行われる場合がある。経過観察における再発率はおよそ30%であり大部分は2年以内の再発である。非セミノーマは放射線感受性が低いため通常は予防的放射線治療は行われない。

### II期及びIII期
横隔膜から下のリンパ節に限定的に転移したセミノーマに対しては放射線治療が選択される場合があるが、II期以上の場合、通常シスプラチンを中心とした抗がん剤の多剤併用療法が選択される。かつて、精巣腫瘍はその進行の早さから、非常に悪質な癌とされていたが、シスプラチンの登場により精巣腫瘍の治療は飛躍的向上をはたした。多剤併用療法はシスプラチン、エトポシド、及びブレオマイシンの3剤併用（BEP療法）か、ブレオマイシンは肺毒性が高いため、ブレオマイシンを除くシスプラチン・エトポシドによる2剤併用（EP療法）を1コース/3週間で施行することが一般的に第一選択とされている。

## 精巣腫瘍になった人物
（アイウエオ順）
- ランス・アームストロング - がん克服後ツール・ド・フランスを7連覇
- 梅宮辰夫 - 35歳で町医者で摘出手術を受けその取り方を見た大病院の医師が肺転移を予見[18]
- 生沼元
- 大関友久 - 2022年に左睾丸の高位精巣摘除術を受ける
- ピート・キング
- トム・グリーン - 「自分のタマを触れ（Feel Your Balls）」という歌で精巣がんの啓発活動
- KENTA - 2022年に発覚
- 田中裕二 - 2000年に左側の睾丸を摘出
- レアンドロ・ドミンゲス・バルボーザ

Category:精巣癌で亡くなった人物も参照